# Arzu Okay
Arzu Okay (Istanbul, 1954) és una actriu turca, que va assolir la fama com una dona vamp actuant en la furia de les seks filmleri (pel·lícules de sex-comedia) de la dècada dels anys 70, però aquestes pel·lícules són només 24 entre les altres més de 120 pel·lícules seues. Abandonant Yeşilçam abans de cumplir els 30 anys, tornà al cinema als seus 60 anys, l'any 2016, amb el film "Yemekteydik ve Karar Verdim" ("Estava durant el sopar i he decidit"), de la directora Görkem Yeltan. En una entrevista, Arzu Okay va dir no haver vist les seves pel·lícules de "+ 18", "només perquè eren pel·lícules dolentes" i que va actuar en elles per raons econòmiques. En una altra entrevista recordà que abans d'actuar en aquesta categoria de films havia fet 80 pel·lícules però encara no guanyava diners suficients per a "deixar de passar fam". Després d'abandonar el cinema es va dedicar al comerç de roba de pell, primer a Istanbul, i des del 1986 a París. S'ha casat, i s'ha divorciat. Té una filla, Eda Su Neidik. La seva filla diu que està orgullosa de la carrera (pel·lícules) de la seva mare. Arzu Okay també és coneguda com una activista per a la pau i d'esquerra.

## Reconeixement
El 2012 va rebre el Premi d'Honor, en el Uluslararası Gezici Filmmor Kadın Filmleri Festivali (Festival Intinerant de Pel·lícules de la Dona Filmmor/Film morat).